# 千禧广场 (布里斯托尔)

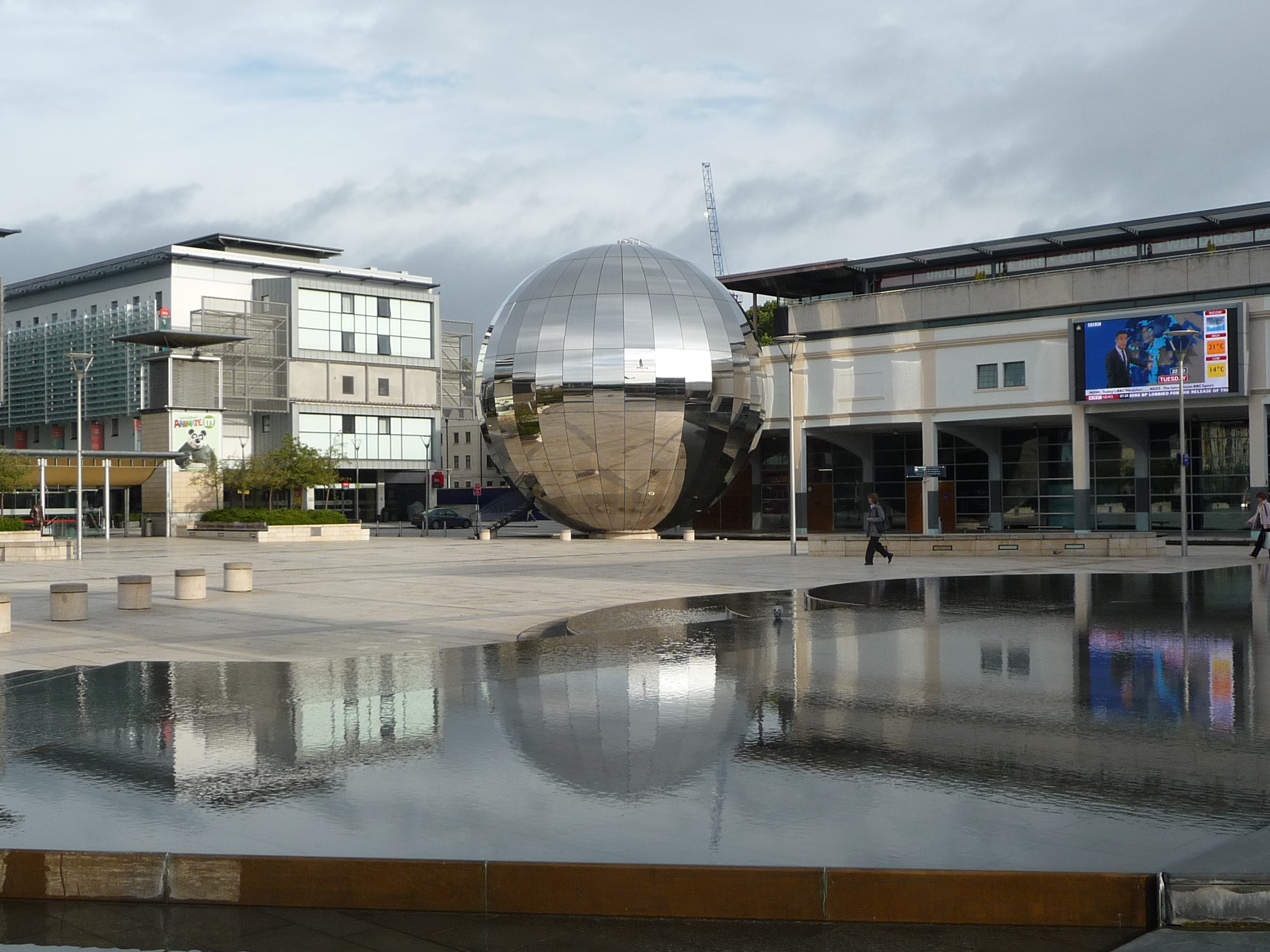
布里斯托尔千禧广场

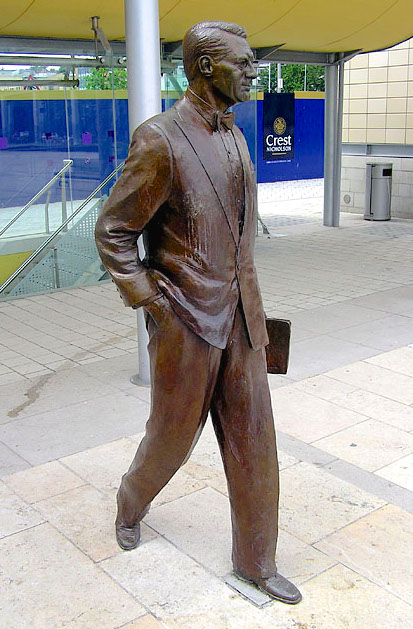
千禧广场加里·格兰特雕像

布里斯托尔千禧广场（Millennium Square）位于英格兰布里斯托尔市中心，已成为一个受欢迎的公共区域。
千禧广场拥有BBC大屏幕 和大型人工水景。布里斯托尔出生的演员加里·格兰特的铜像，由雕塑家格雷厄姆·伊贝森创作，2001年由格兰特的遗孀揭幕。 另外三尊青铜雕塑包括威廉·佩恩、威廉·廷代尔和托马斯·查特顿，都是劳伦斯·霍洛夫塞纳的作品。 还有卡西·皮尔金顿的一些彩绘青铜小傑克羅素㹴，其中一些仿佛在游泳。
在铺路板中内置了日行跡。